# Дитрих IV фон Изенбург-Кемпених
Дитрих III (IV) фон Изенбург-Кемпених (на немски: Dietrich III (IV) von Isenburg-Kempenich; ок. 1285; † между 15 май 1323 и 25 април 1325) е господар на Изенбург-Кемпених.

## Произход
Той е син на Герхард I фон Изенбург-Кемпених († сл. 22 октомври 1287) и Беатрикс († сл. 1277). Внук е на Дитрих II фон Изенбург-Кемпених († 1251). Брат е на Симон I фон Кемпених (fl 1293/1324), Юта (монахиня в Кьолн, 1321) и на Катарина (монахиня в Кьолн, 1321).

## Фамилия
Дитрих IV се жени на 12 март 1296 г. за Кунигунда фон Золмс († сл. 23 април 1344), дъщеря на граф Марквард II фон Золмс-Бургзолмс († 1272/1280) и Агнес фон Спонхайм († 1287). Те имат децата:
- Симон II фон Изенбург-Кемпених († 1337/1339), женен за Катарина фон Сайн († сл. 1344), дъщеря на граф Йохан I фон Сайн († 1324)
- Дитрих V фон Изенбург-Кемпених († сл. 1341), господар на Зенгер